# Historia de una monja (película)
Historia de una monja (título original: The Nun's Story) es una película estadounidense de 1959, dirigida por Fred Zinnemann. Protagonizada por Audrey Hepburn y Peter Finch en los papeles principales. Basada en la novela The Nun's Story (1956), de la escritora estadounidense Kathryn Hulme. La novela está inspirada a su vez en la vida de la ex monja y enfermera belga Marie Louise Habets.

## Argumento
En la década de 1930, Gabrielle van der Mal (Audrey Hepburn), hija del destacado cirujano Dr. Pascin Van Der Mal (Dean Jagger), decide dejar su vida de familia acomodada, para ingresar a un convento, esperando poder llegar a trabajar en un hospital en el Congo Belga. Su vida en el convento la hace encarar la realidad de los votos de pobreza, castidad y obediencia, tan contrarios a su fuerte carácter. 
Después de un largo período, luchando contra sus propias convicciones, finalmente toma sus votos monásticos, y pasa a ser la Hermana Luc. Terminados sus estudios médicos con distinción, espera realizar sus sueños de ir a servir en el Congo, pero la Reverenda Madre Emmanuel (Edith Evans), su superiora, la envía a servir en una institución psiquiátrica en Bruselas, para probar su humildad. Tras un largo período, finalmente la Hermana Luc es enviada al Congo.
Allí es asignada a trabajar en un hospital, junto al doctor Fortunati (Peter Finch), un médico brillante, ateo y cínico. La Hermana Luc prueba ser una eficiente enfermera y asistente, pero el intenso trabajo la enferma de tuberculosis. El doctor Fortunati, que la aprecia mucho, logra su recuperación. Una pequeña llama de atracción surge entre ambos, pero la Hermana Luc logra apagarla. 
Años después,  es enviada de regreso a su convento en Bélgica. La Segunda Guerra Mundial estalla, y su país es invadido por la Alemania nazi. Ya de regreso en Bruselas, se entera de la muerte de su padre, que ha sido ajusticiado por haber ayudado a miembros heridos de la Resistencia belga. 
Una instrucción interna de su Orden, ha prohibido a sus miembros a tomar partido entre los contendientes. La Hermana Luc decide dejar los hábitos, impedida por su conciencia a permanecer neutral.

## Reparto
- Audrey Hepburn - Hermana Lucas (Gabrielle van der Mal)
- Peter Finch - Doctor Fortunati
- Edith Evans – Reverenda Madre Emmanuel
- Peggy Ashcroft - Madre Mathilde
- Dean Jagger - Doctor Van Der Mal
- Mildred Dunnock - Hermana Margharita
- Beatrice Straight - Madre Christophe
- Patricia Collinge - Hermana William
- Rosalie Crutchley - Hermana Eleanor
- Ruth White - Madre Marcella
- Barbara O'Neil - Madre Didyma
- Margaret Phillips - Hermana Pauline
- Patricia Bosworth - Simone
- Colleen Dewhurst – Arcángel Gabriel
- Stephen Murray - Capellán Padre André
- Lionel Jeffries - Doctor Goovaerts
- Niall MacGinnis - Padre Vermeuhlen
- Eva Kotthaus - Hermana Marie
- Molly Urquhart - Hermana Augustine
- Dorothy Alison - Hermana Aurelie
- Jeanette Sterke - Louise van der Mal
- Errol John - Illunga

## Producción
Fred Zinnemann ya había rodado sus grandes películas Solo ante el peligro y De aquí a la eternidad, y regresó a Europa para rodar en escenarios naturales, y viajó también a África, donde transcurre gran parte de la historia de Historia de una monja.
Fue rodada por Zinemman de manera contenida, austera e intensa, sobrepasando cualquier reticencia que pudiera ponerse al tema. La historia de amor tan sutilmente sugerida, es considerada por algunos críticos como uno de los grandes momentos del romanticismo cinematográfico.

## Premios
Premio Óscar 1960:
- 8 Nominaciones,  incluyendo, película, director, actriz (Hepburn) y fotografía

Premio NYFCC 1959 :
- a la mejor actriz (Audrey Hepburn)
- al mejor director (Fred Zinnemann)

Premio Globo de Oro 1960:
- al mérito extraordinario
- 5 Nominaciones

Premio Laurel de Oro 1960:
- a la mejor actuación femenina – 2.º lugar (Audrey Hepburn)
- al mejor drama
- a la mejor música – 3.er lugar  (Franz Waxman)

Premio National Board of Review 1960:
- al mejor director (Fred Zinnemann.
- a la mejor película.
- a la mejor actriz secundaria (Edith Evans).

Premio BAFTA 1960:
- a la mejor actriz británica (Audrey Hepburn).
- 3 Nominaciones

Premio David di Donatello 1960:
- a la mejor actriz extranjera (Audrey Hepburn).
- 4 Nominaciones

Premio Festival Internacional de cine de San Sebastián 1959:
- Concha de Oro al mejor director (Fred Zinnemann).
- Premio Zulueta a la mejor actriz (Audrey Hepburn).